# El Gato Negro (café de Buenos Aires)

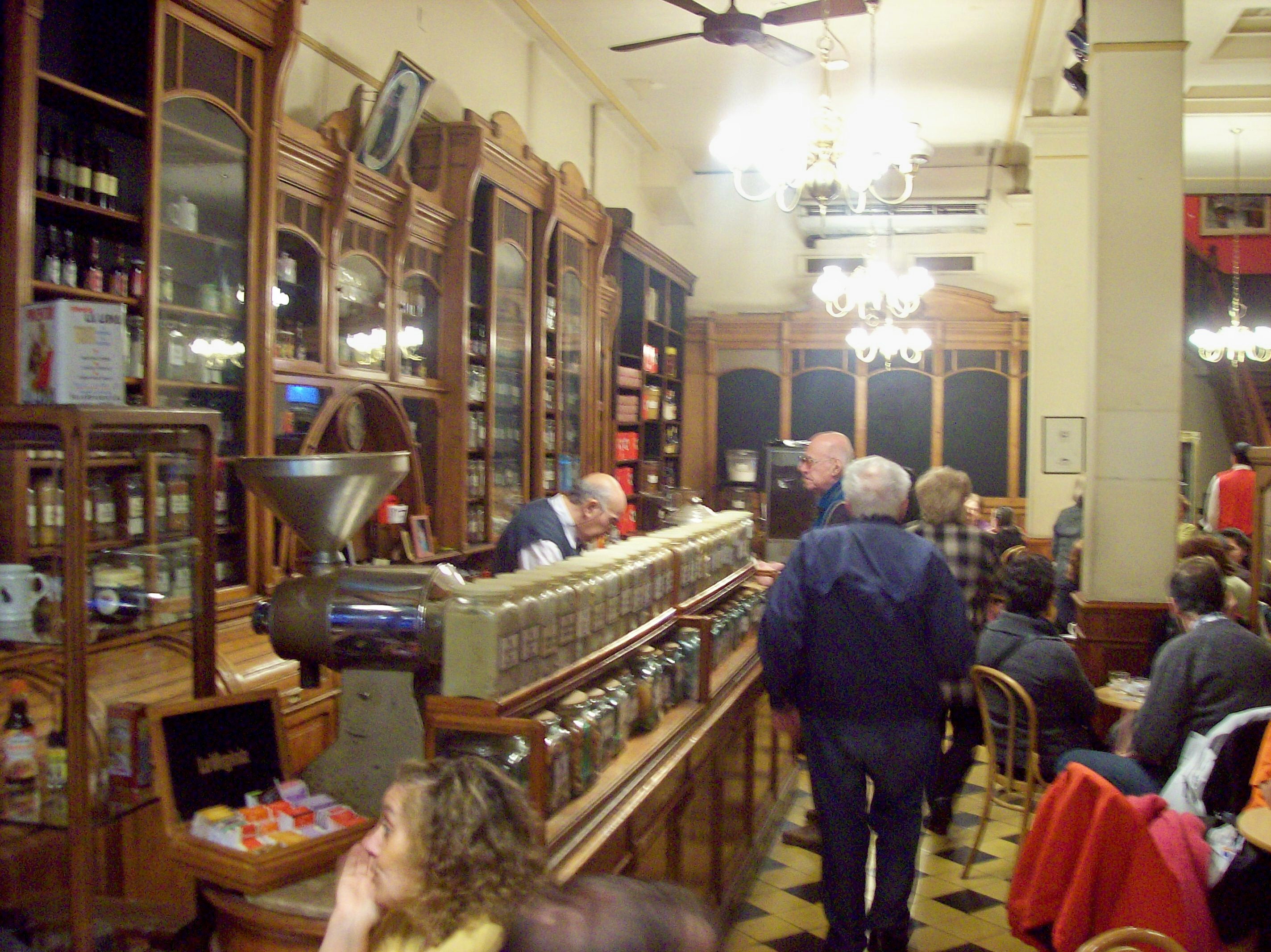
El gato negro, Avenida Corrientes 1669.

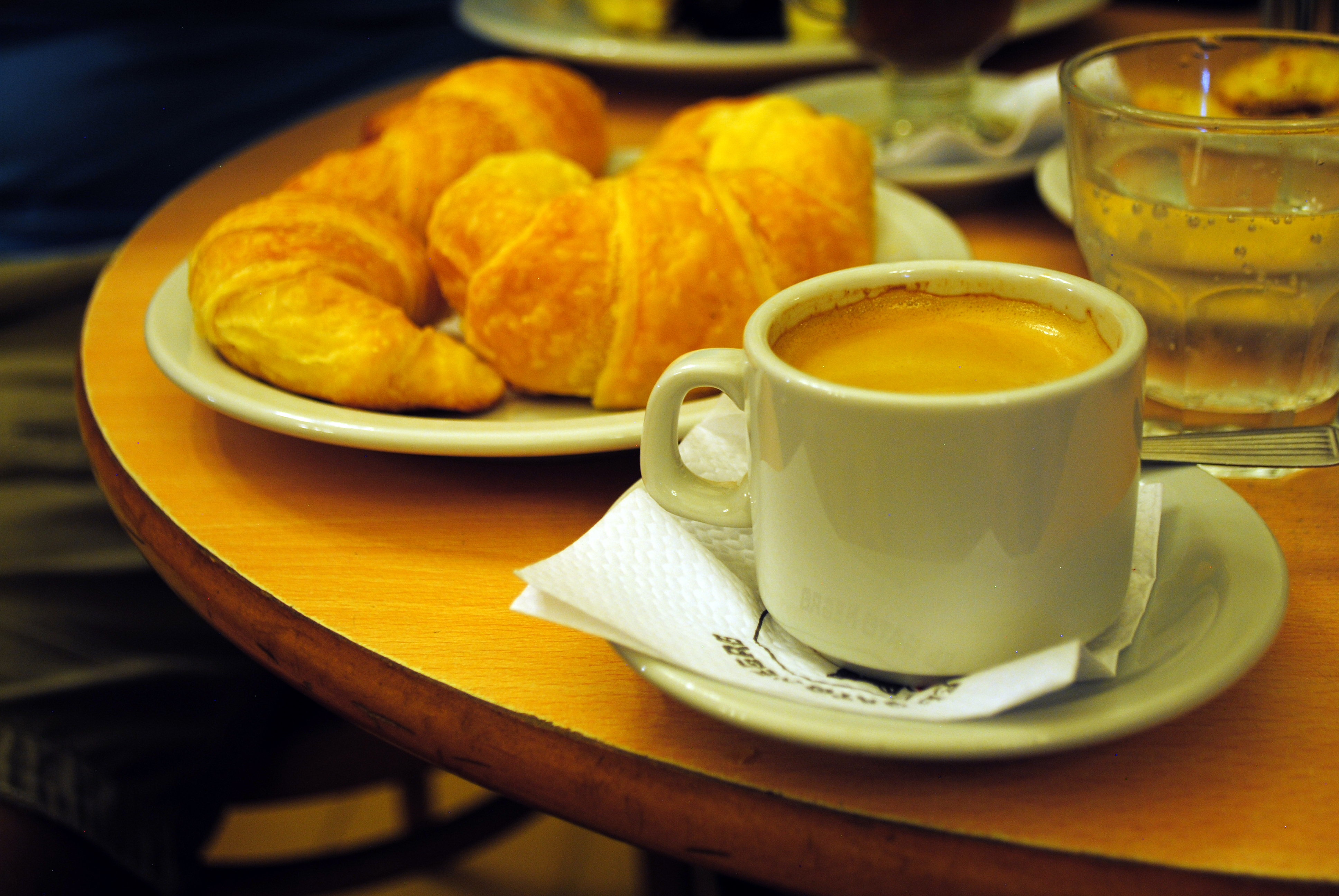
Medialunas, café y agua mineral servidas en el Gato Negro.

El Gato Negro es un clásico y tradicional bar y restaurante de Buenos Aires, emblema de la Avenida Corrientes, declarado Café Notable y Patrimonio Cultural de la Ciudad de Buenos Aires. Es además una de las principales casas de venta de especias de ciudad.
En su primer piso posee un salón restaurante en el que se suelen realizar eventos acompañados por música de jazz o tango.

## Historia

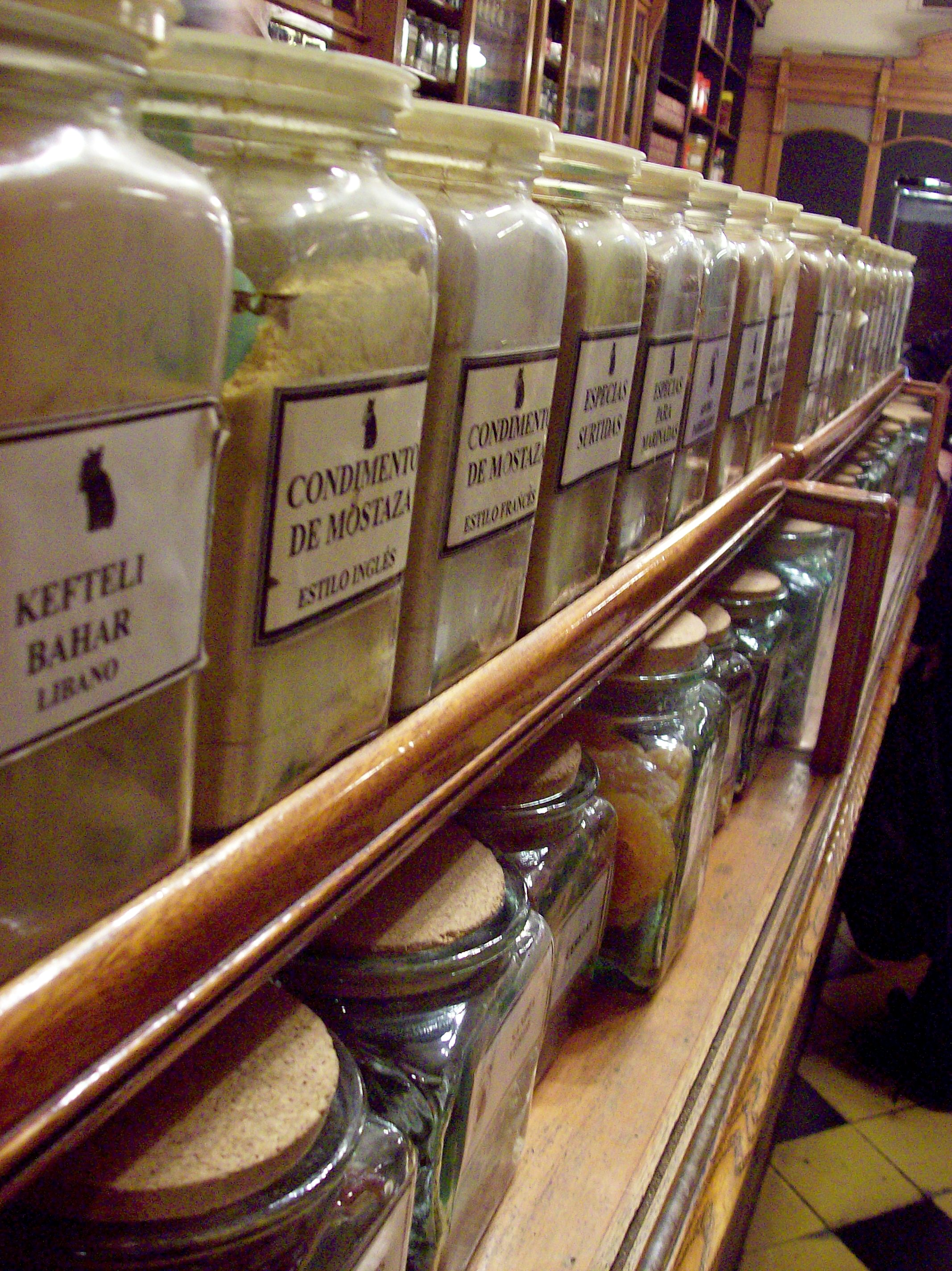
Especias de todo tipo.

En 1927, el aventurero español Victoriano López Robredo, que había contraído matrimonio con una argentina, abrió un negocio de especias al que llamó La Martinica en la entonces angosta calle Corrientes, hoy avenida, al 1600. Al año siguiente decidió trasladarse a un local más amplio al que llamó El Gato Negro en el n.º 1669 de la misma calle, entre las calles Montevideo y Rodríguez Peña, que es donde se encuentra actualmente. Victoriano había vivido a lo largo de cuarenta años en Ceylán, en Singapur y las Filipinas, como empleado de una empresa británica que viajaba por Malasia y Manchuria, realizando aquella travesía de once días en el Transiberiano.
En uno esos viajes se le ocurrió utilizar el símbolo del gato sentado con su moño rojo que estaba impreso en el menú del coche comedor. Según Benito Ferreiro, uno de sus primeros empleados, también español: El Gato Negro era un famoso café romántico de Madrid que quedaba en la calle de Alcalá y era frecuentado por Jacinto Benavente. Durante muchos años era característico ver en la vitrina un tranquilo gato negro con moño, como el que se muestra en su logo.

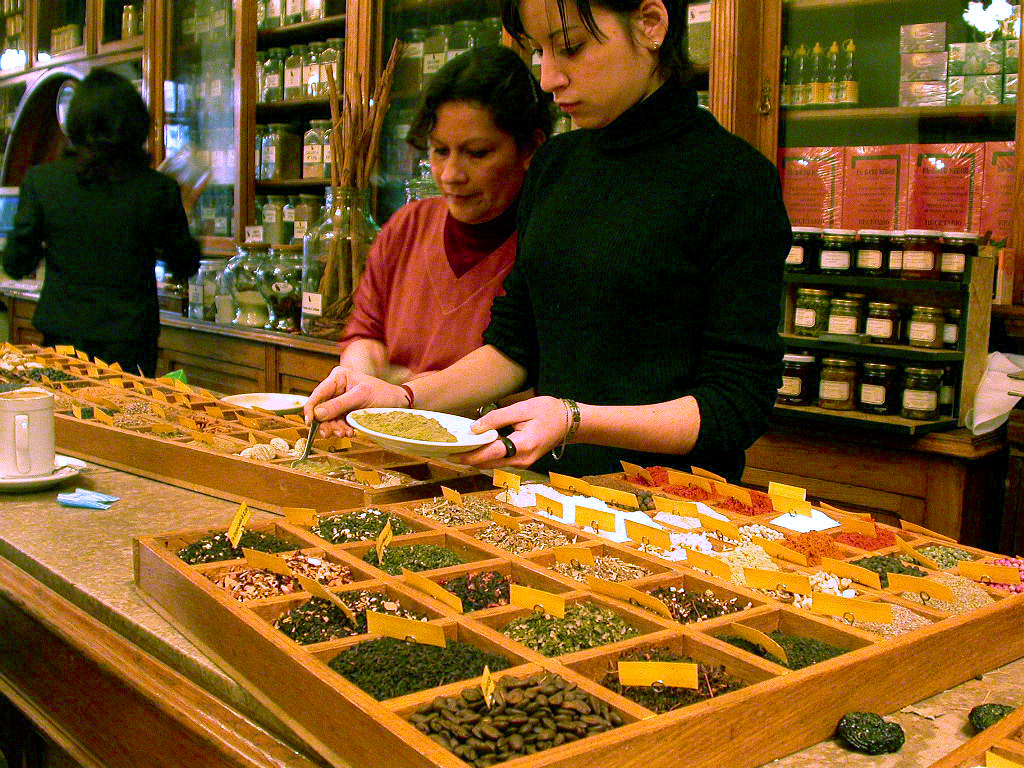
Condimentos de todos los países.

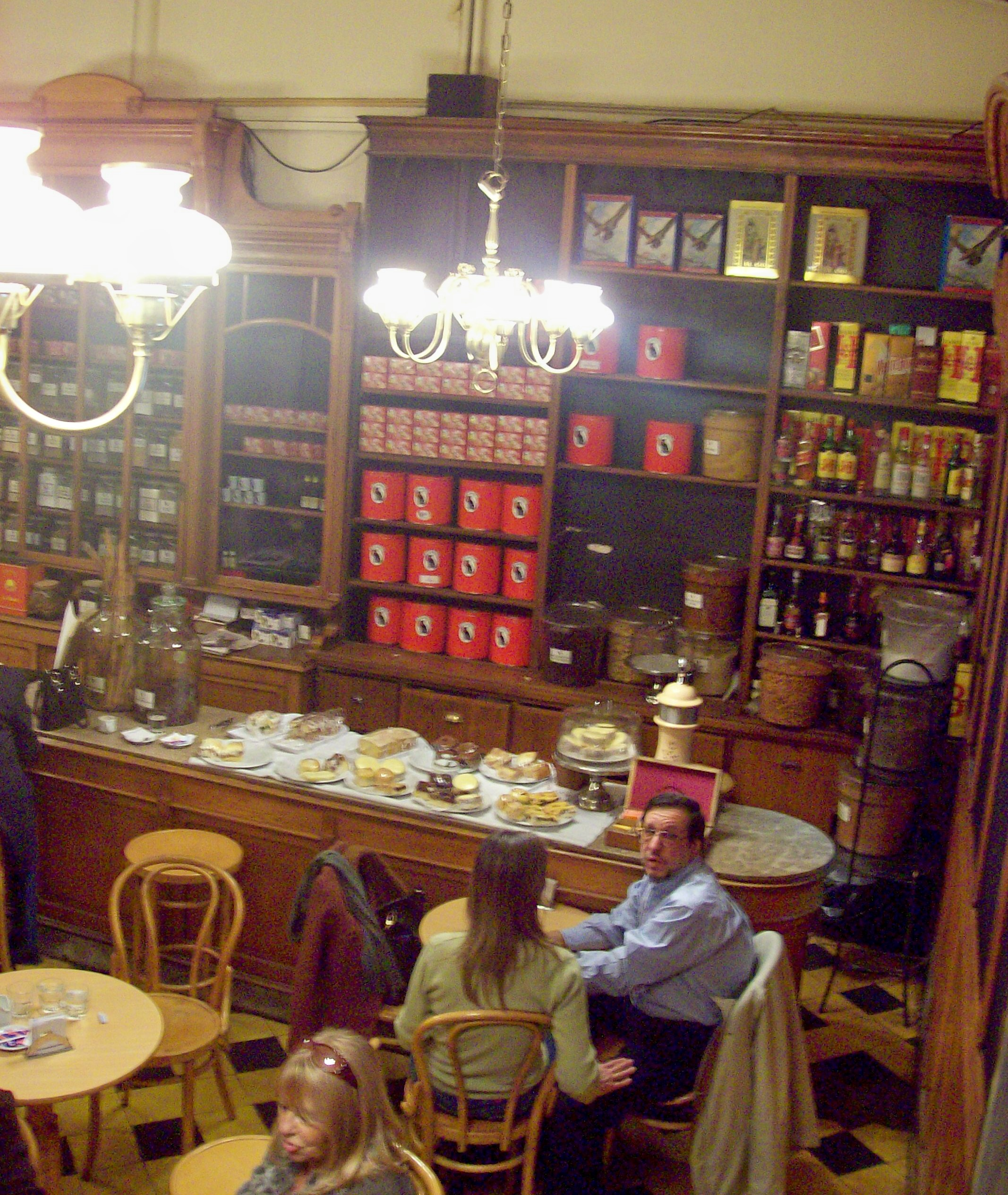
Comidas dulces.

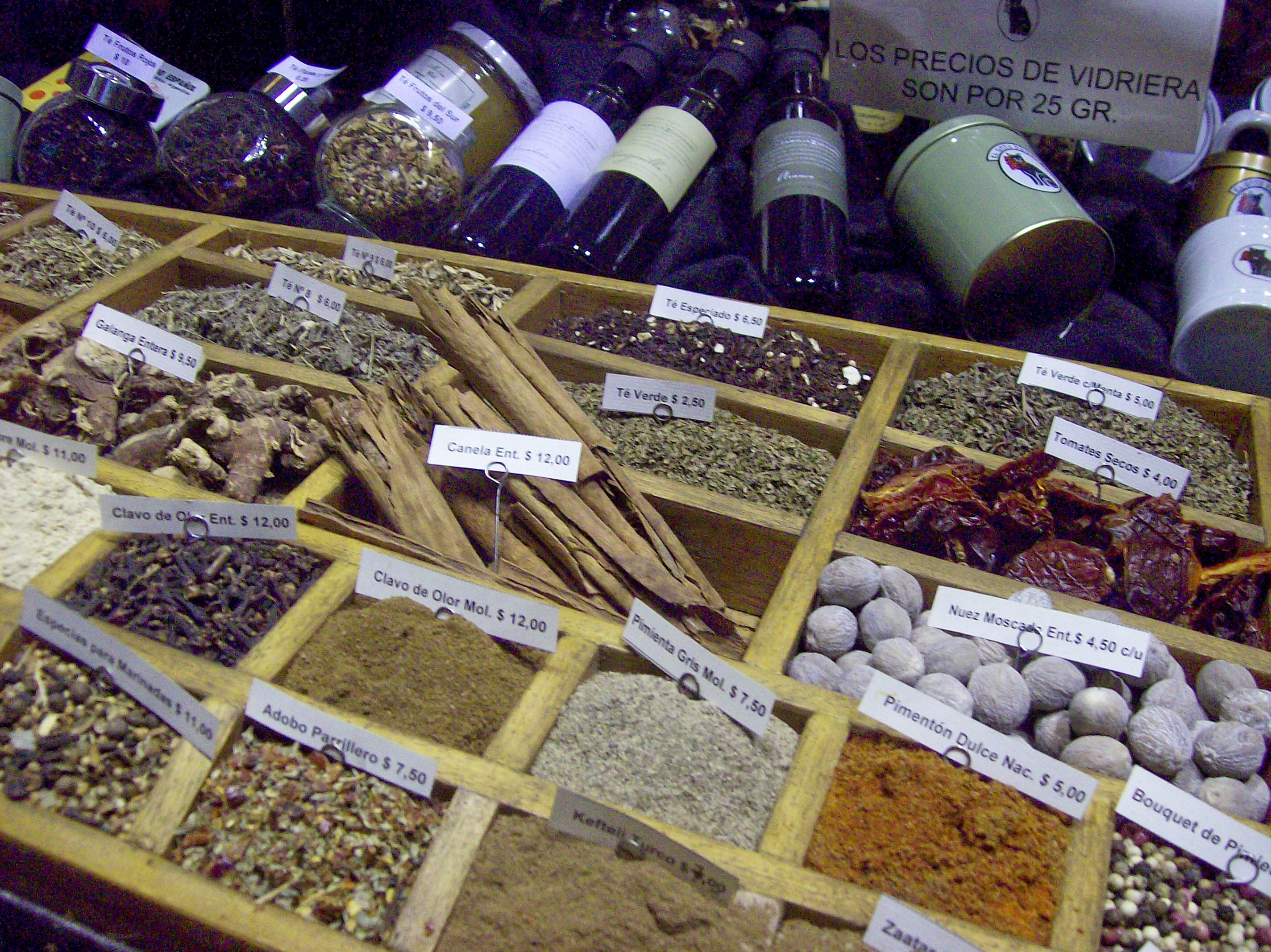
Productos en venta en la vidriera.

Su reputación y su clientela son internacionales. Algunos fieles clientes de la casa fueron Carlos Saavedra Lamas, los hermanos Castillo, el doctor Ramón J. Cárcano, Alfredo Palacios, Paulina Singerman, Francisco Canaro, Pedro Quartucci; (debe tenerse en cuenta que la tienda queda en la zona de teatros de Buenos Aires, y una de las más turísticas de la ciudad).
En 1969, el hijo de Victoriano, Benigno Andrés López Robredo, abandonó su carrera de ingeniero industrial y dedicó gran parte de su tiempo al estudio de las especias y al desarrollo de las diferentes combinaciones y mezclas cuyas fórmulas, mantiene la casa en secreto.
Actualmente su dueño es Jorge Crespo, nieto del mencionado fundador López Robredo, quien en 1997 decidió poner mesas para los curiosos que iban a ver cómo se molía el café.
Ha sido declarado patrimonio histórico por la Secretaría de Cultura de la Ciudad de Buenos Aires y pertenece al selecto grupo de "Bares Notables" de Buenos Aires, por ser uno de los más representativos de la misma. Por esta razón está apoyado por programas oficiales del Gobierno de la Ciudad de Buenos Aires.

## Descripción
Famosa en Buenos Aires por sus especias, cafés y tés, la casa mantiene intacto el estilo de un almacén elegante: mostradores y vitrinas de roble y fresno Italiano, arañas holandesas de bronce, sillas Thonet, expertos y amables vendedores. En el interior de la tienda, que está invadido por un cautivante aroma, se exhiben para la venta semillas y hierbas aromáticas, condimentos, sales dietéticas, especias en frascos y especieros de porcelana, y una selección de chocolates, salsas, frutas glaceadas y pescados envasados. También tés y cafés exóticos que son tostados artesanalmente en el mismo local y con la misma tostadora de la época de origen del almacén y pueden ser tomados en cualquiera de sus pequeñas y redondas mesas de madera acompañado de algo dulce.
En el primer piso posee un  salón en el que se pueden comer una variedad de platos de autor, como filet de abadejo en fondue de cebolla, risotto al azafrán con camarones y pastas caseras o importadas de Italia. También suelen ofrecerse en él espectáculos unipersonales o shows musicales intimistas de jazz o de tango.